# Idioma okinawense
El okinawense o uchināguchi (en japonés: kanji 沖縄語, kana おきなわご y rōmaji Okinawa-go; en okinawense 沖縄口, うちなーぐち y Uchinaaguchi, respectivamente) es un idioma que se habla en Okinawa y en las islas: Kerama, Kumejima, Tonaki, Aguni y otras islas cercanas, en la parte más meridional de Japón. Es el único idioma ryukyuense que ha podido prosperar con la modernización de la isla; se estima que lo hablan 900 000 personas. Dentro de Japón, a este idioma se le llama 沖縄方言(Okinawa hōgen, o en español, 'dialecto de Okinawa').

## Clasificación
El idioma okinawense pertenece a la familia ryukyuense, la cual forma con el japonés y sus dialectos la familia japónica.

## Ortografía
El idioma okinawense usa una mezcla entre kanji e hiragana. Se cree que el hiragana se introdujo desde Japón hasta las islas Okinawa. El kanji se introdujo poco a poco debido a la gran influencia de Japón y las similitudes entre los idiomas okinawense y japonés.

## Gramática
Sigue la fórmula del idioma japonés Sujeto + Objeto + Verbo y hace uso de partículas como el japonés. Los dialectos de este idioma tienen un sinfín de características del japonés clásico —tales como la distinción entre la forma terminal y la atributiva—. La función genitiva de が ga (desusada en el dialecto Shuri), el uso nominativo de ぬ nu (en japonés sería la partícula の no).
Algunas partículas
Primero se dirá en okinawense y luego su equivalente en japonés.
- んかい(Nkai) →　へ(E) : Indica dirección.
- っし(Sshi) → 　で(De): Indica con que objeto se hace una acción.
- てえ(Tee),よお(yoo) →　ね(Ne): Partícula que indica énfasis con espera de respuesta.
- ゆ: Este no se usa en el Okinawense moderno, su equivalente en japonés sería を(O).
- や (ya) → は (wa):[1] Partícula del tema de la oración. Esta partícula suele fusionarse con el sonido siguiente de esta manera:

- - a + ya > aa
  - i + ya > ee. Ejemplo: kuri ya > kuree (esto es).
  - u + ya > oo. Ejemplo: kutu ya > kutoo (la cosa).
  - n + ya > noo. Excepción: wan ya (yo soy). Ésta se ve más que todo en obras literarias y canciones; aunque se puede decir también wan'nee.
  - Las vocales largas no se fusionan con ésta. Ejemplo: Uchinaa ya (Okinawa es...).

Cópula
Primero se dirá en okinawense y luego su equivalente en japonés.
- あびーん (abiin) o いびーん (ibiin) → ます (masu)
- やいびーん (yaibiin) → です (desu)
- でーびる (deebiru) →  でございます (degozaimasu)

Todas estas formas tienen forma en pasado.
Preguntas
Primero se dirá en okinawense, luego en japonés y por último en español.
- いち (ichi?) >	いつ (itsu?) >	¿Cuándo?

- じる (jiru?) >	どれ (dore?)>	¿Cuál?

- たー (taa?) >	誰 (dare?)>	¿Quién?

- たったー (tattaa?) > 誰々 (daredare?) > ¿Quiénes?

- ちゃー (chaa?) >	どう (dou?) > ¿Cómo?

- ぬー (nuu?) >	何 (nani?) > ¿Qué?

- ぬーんち (nuunchi?) >	どうして (doushite?) >¿Por qué?

- まー (maa?) >	どこ (doko?) >	¿Dónde?

## Distribución geográfica
El okinawense se habla en Okinawa, en las islas circundantes: Kerama, Kume-jima, Tonaki, Aguni y en numerosas islas más pequeñas que se encuentran al este de la isla principal de Okinawa.

### Dialectos
Se divide en tres dialectos principales: el norteño (kunigami), el central o estándar (Shuri-Naha) y el sureño. El dialecto shuri fue estandarizado en la era del reino ryukyuense durante el reinado de Sho Shin (1477-1526). Fue el idioma oficial, empleado por la realeza y la aristocracia. La totalidad de las canciones y los poemas escritos en este idioma en dicha era empleaban el dialecto shuri.

## Evolución diacrónica del sistema vocálico
Hubo importantes cambios en los sonidos de dicha lengua con el tiempo. Respecto del japonés estándar, el dialecto shuri presenta las siguientes diferencias, que pueden ser vocálicas (caso de los cambios e -> i, y también o -> u) o silábicas:
| Japonés | Shuri | Japonés         | Shuri  |
| e       | i     | ame (lluvia)    | ami    |
| o       | u     | kumo (nube)     | kumu   |
| ai      | ee    | ippai (mucho)   | ippee  |
| au      | oo    | kau (comprar)   | kooyun |
| ki      | ci    | yuki (nieve)    | yuci   |
| chi     | tsi   | michi (camino)  | mitsi  |
| mi      | n     | minato (puerto) | n̩natu  |
| ri      | i     | odori (baile)   | udui   |
| wa      | a     | kawa (río)      | ka`a   |

Los valores del silabario japonés son distintos en el idioma okiwanense. La siguiente lista da una muestra de los cambios en la pronunciación de  sílabas; el primer carácter es la escritura hiragana, seguido de la pronunciación en  okiwanense y luego la pronunciación Japonesa:
| - え⇒I, E - お⇒U, O - け⇒KI, KE - こ⇒KU, KO - せ⇒SI, SE - そ⇒SU, SO - て⇒TI, TE - と⇒TU, TO - ね⇒NI, NE - の⇒NU, NO | - へ⇒HI, HE - ほ⇒HU, HO - め⇒MI, ME - も⇒MU, MO - よ⇒YU, IO - れ⇒RI, RE - ろ⇒RU, RO - ゑ⇒WI - を⇒WU, O (WO) - あい⇒EE, AI | - あう⇒OO, AU - かい⇒KEE, KAI - かう⇒KOO, KAU - さい⇒SEE, SAI - さう⇒SOO, SAU - たい⇒TEE, TAI - たう⇒TOO, TAU - ない⇒NEE, NAI - なう⇒NOO, NAU - はい⇒HEE, HAI |

De los anteriores ejemplos se desprende que algunas sílabas han variado consistentemente, como el cambio de A por E, y de E por I.

### Ejemplo
| Español                          | Okinawense                                             |
| Sí                               | ううUU                                                 |
| No                               | あいびらん Aibiran                                     |
| Hola                             | はいさい Haisai                                        |
| Gracias                          | にふぇーでびる"Nifeedebiru                             |
| Oh...vale                        | だあるさ Daarusa                                       |
| Té verde                         | うちゃ ucha                                            |
| Bienvenido                       | めんそーれ Mensōre                                     |
| Yo                               | 我ん Wan                                               |
| Usted                            | 御所 Unju                                              |
| Por favor                        | うにげーさびら Unigeesabira                            |
| ¿Cómo estás?                     | がんじゅやみせーみ？Ganjuyamisēmi?                     |
| Okinawa                          | 沖縄 Uchinā                                            |
| Buenos días                      | 起きみしぇーびてぃ ukimisheebiti                       |
| ¡Salud! (Se dice antes de beber) | 嘉例 karii                                             |
| ¿Entiende okinawense?            | うちなあぐちわかいみせえみ? uchinaaguchi wakai misemi? |
| Entiendo un poco                 | うふぇわかいびいんufee wakai biin                      |
| Ven por favor                    | くまんかいくうわ kumankai kuuwa                        |
| Ouch (expresión de dolor)        | あがあ agaa                                            |
| Maestro                          | しんし (shinshi)                                       |
| Japonés                          | やまとぅぐち (yamatu-guchi)                            |